# (73818) 1995 WP1
(73818) 1995 WP1 – planetoida z pasa głównego asteroid okrążająca Słońce w ciągu 3,87 lat w średniej odległości 2,46 j.a. Odkryta 17 listopada 1995 roku.